# Straty materialne Polski w czasie II wojny światowej

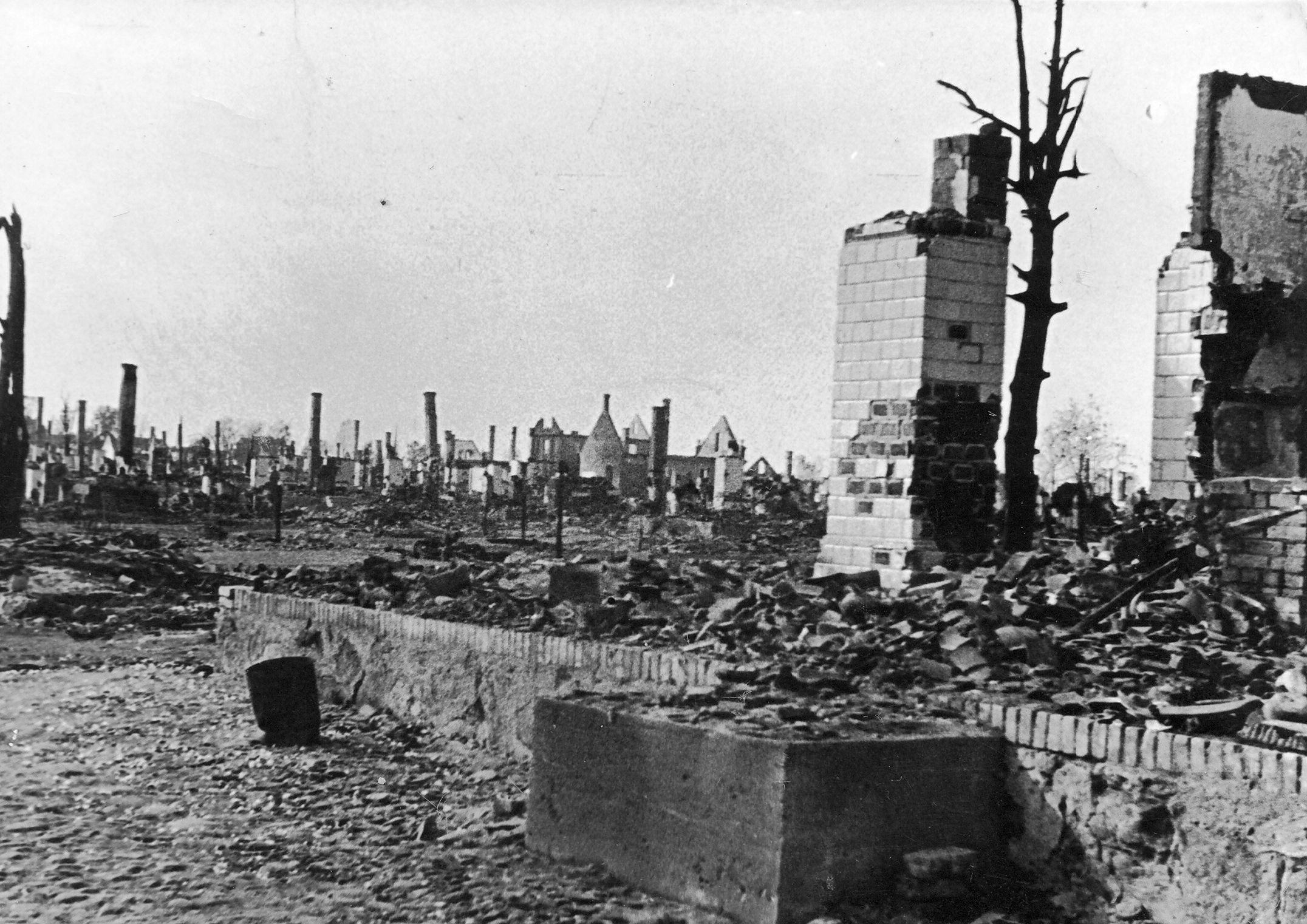
Kompletnie zniszczona polska wieś – Sucha

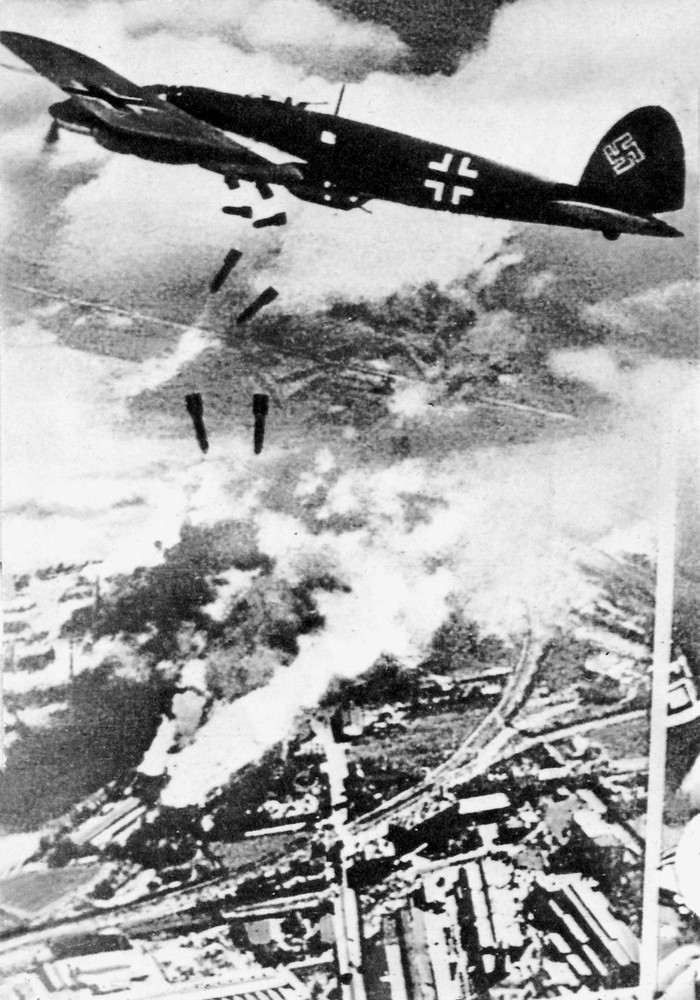
Niemiecki bombowiec nad Polską (1939).

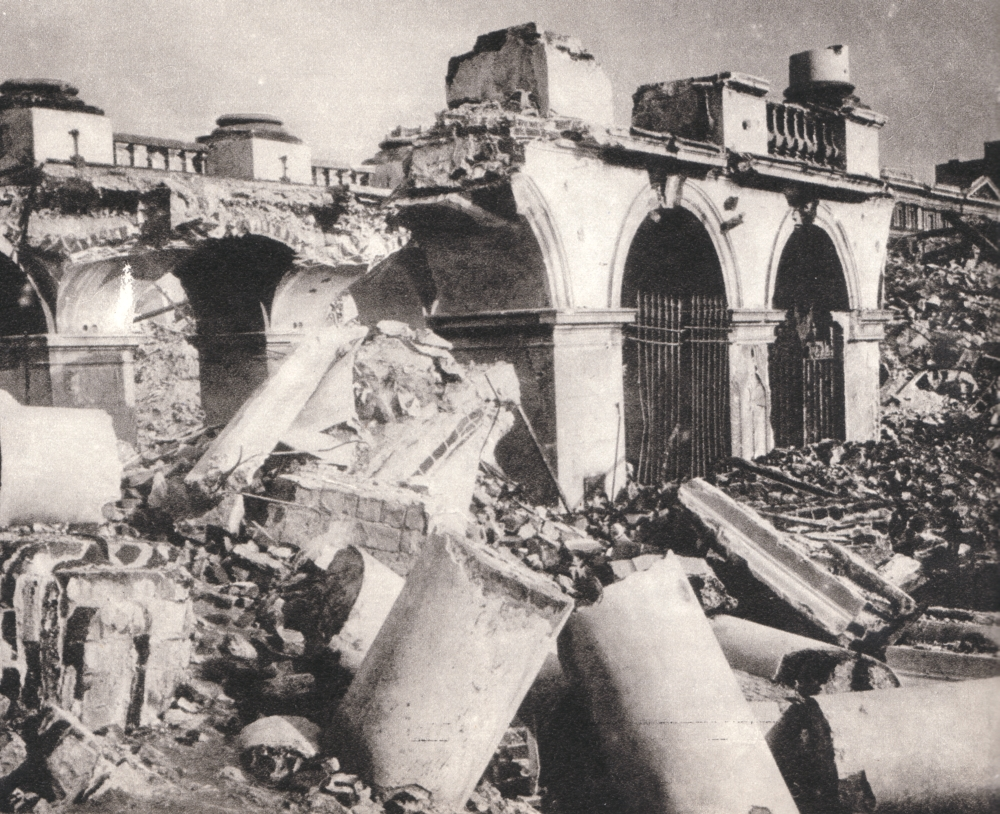
Pałac Saski w Warszawie wysadzony w powietrze przez Niemców w grudniu 1944

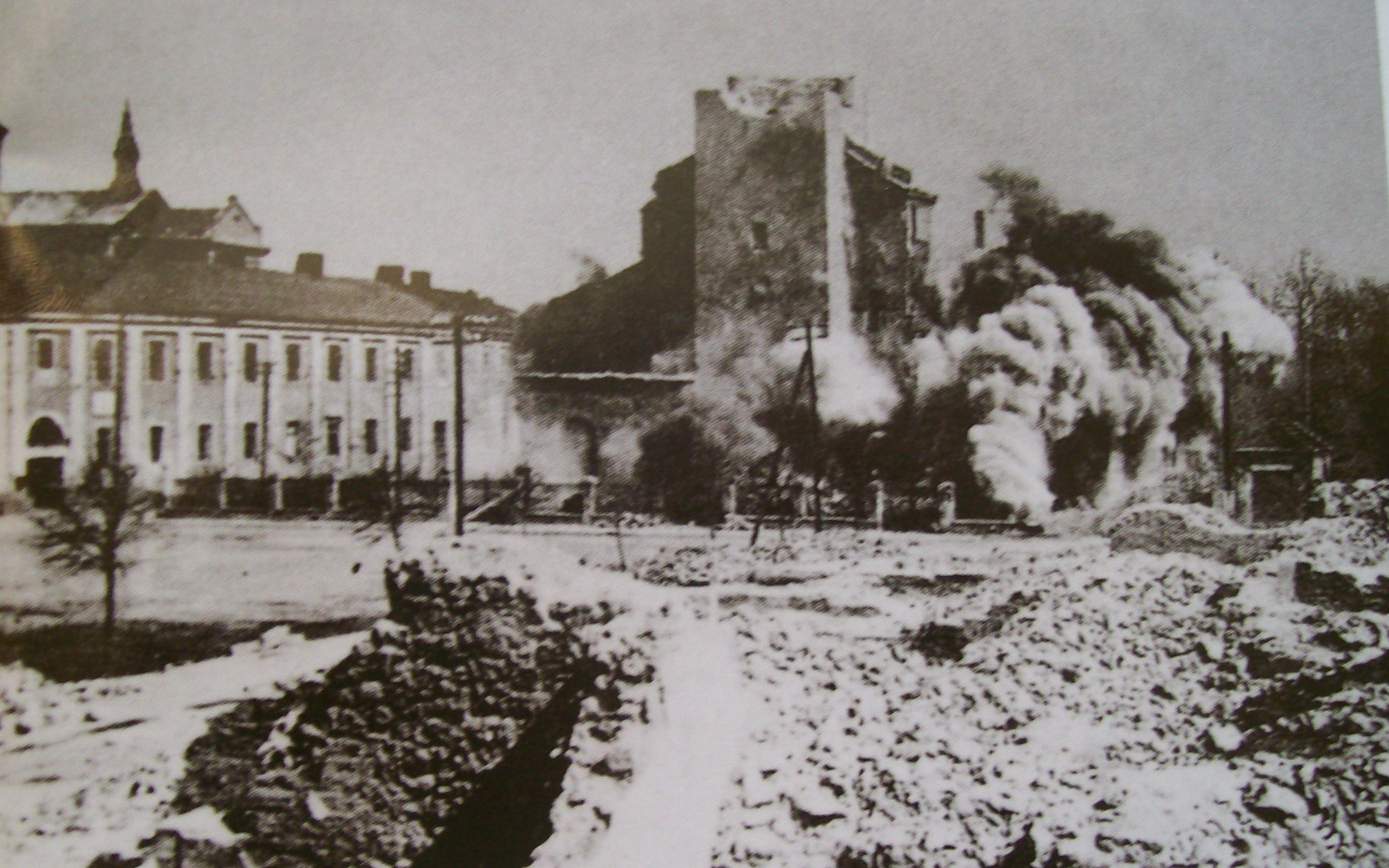
Niemcy wysadzają kościół św. Michała z XIII wieku w Wieluniu

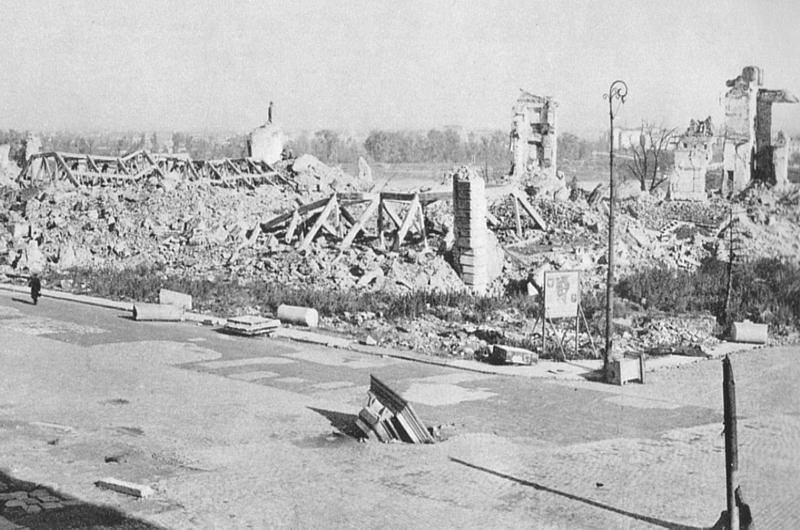
Ruiny Zamku królewskiego w 1945 roku

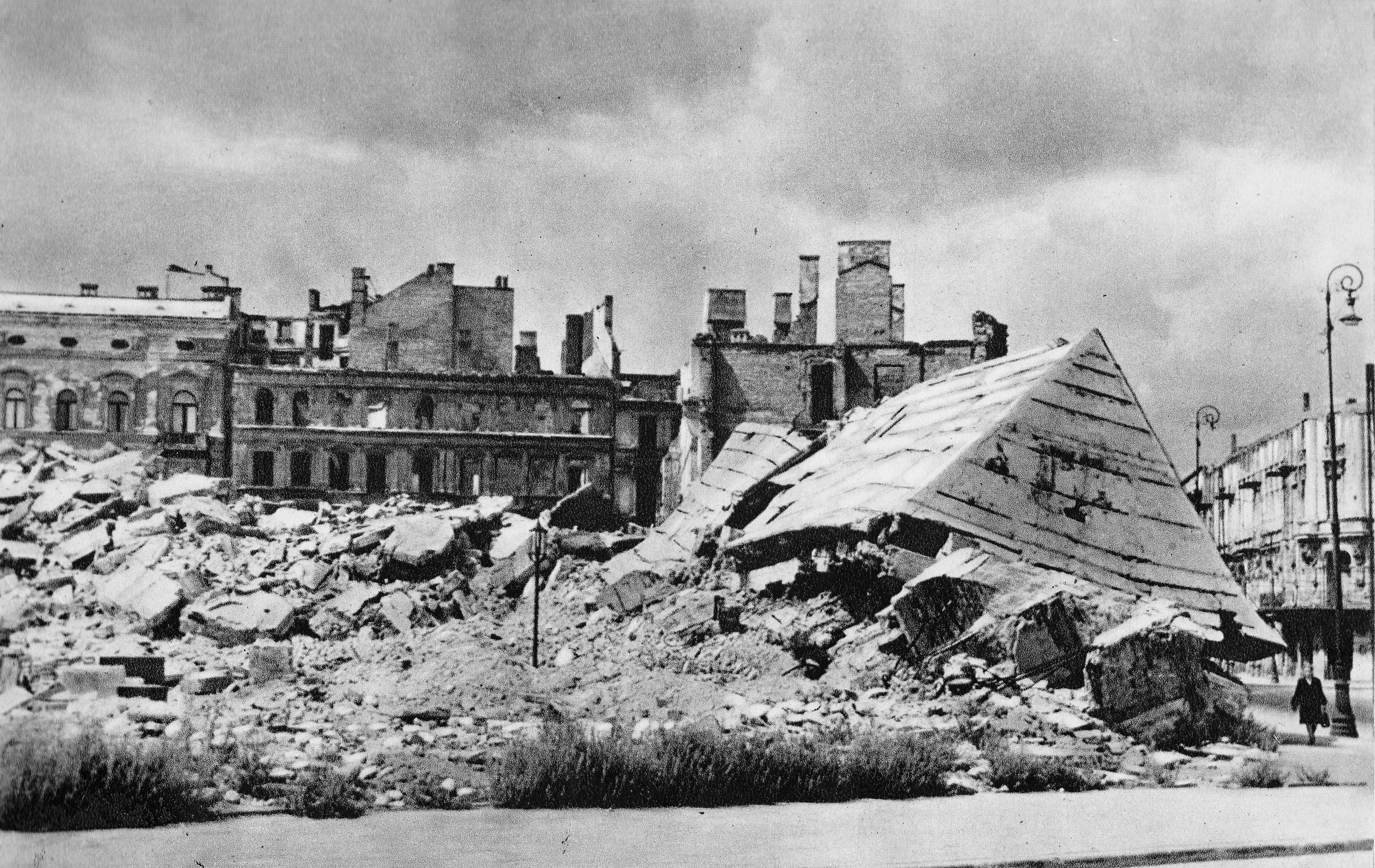
Zniszczony pałac Bruhla w Warszawie

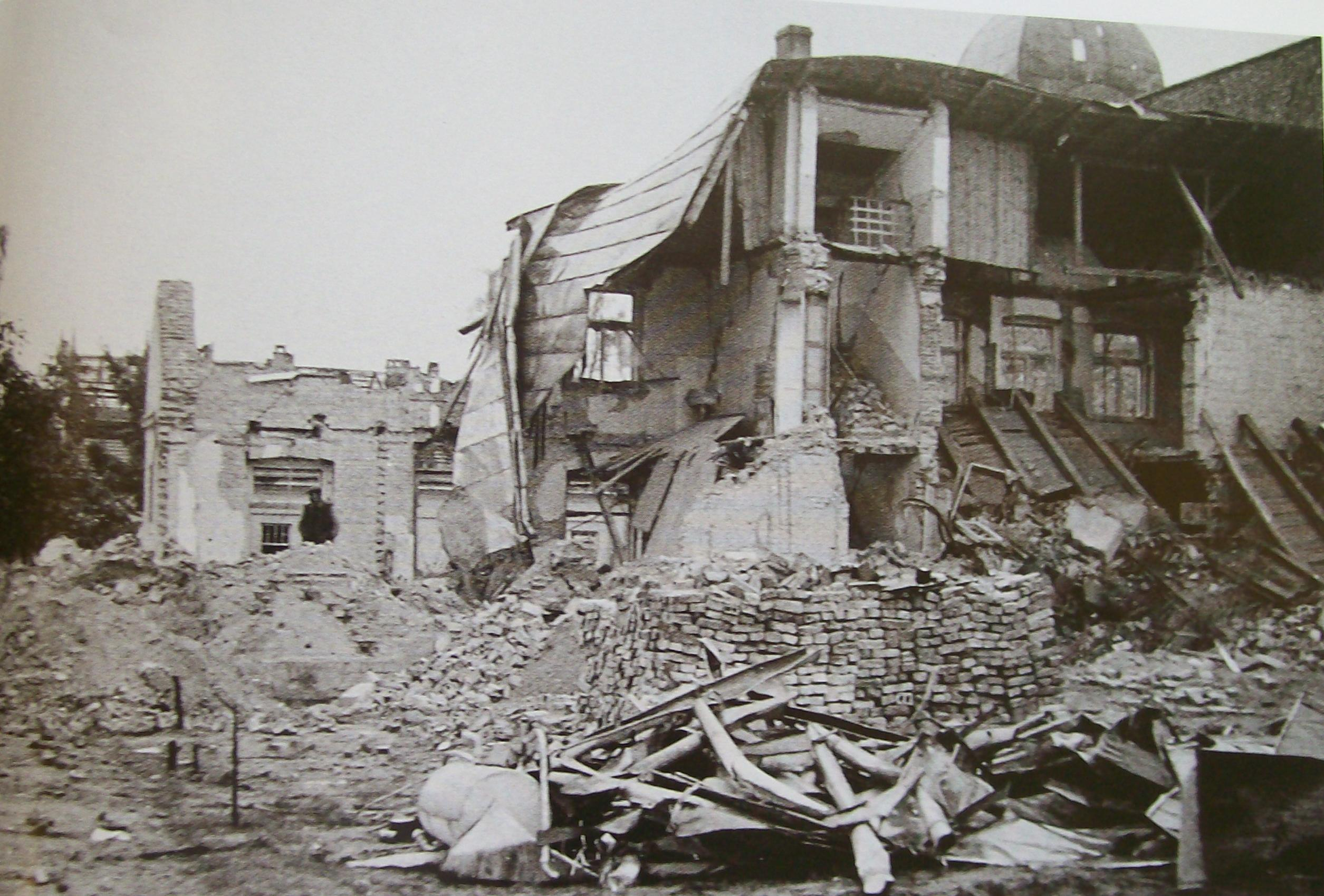
Zbombardowane centrum Wielunia, miasto zostało zniszczone w ok. 70–75% w 1939 roku

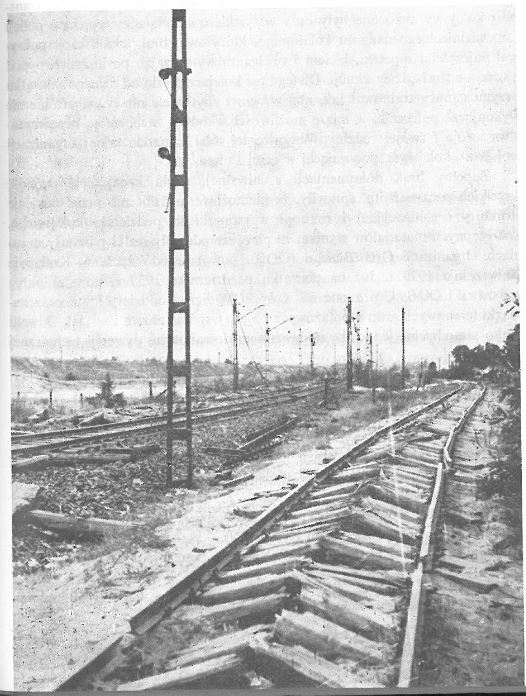
Linia kolejowa koło Warszawy zniszczona przez wycofujące się oddziały niemieckie – 1945

Straty materialne Polski w czasie II wojny światowej – straty materialne w dobytku: środkach trwałych: nieruchomościach, gruntach, budynkach, budowlach i lokalach, maszynach i urządzeniach, środkach transportu, inwentarzu żywym, a także w infrastrukturze i wyposażeniu oraz aktywach, depozytach bankowych, zapasach towarów, surowcach i zasobach, które zostały poniesione przez Rzeczpospolitą Polską i jej obywateli w trakcie trwania II wojny światowej.
Polska w czasie II wojny światowej poniosła największe straty biologiczne (na każdy tysiąc mieszkańców straciła 220 osób) i materialne (straty rzeczowe w przeliczeniu na jednego mieszkańca, które wyniosły 626 dolarów w porównaniu z 601 dolarami w Jugosławii).
Według materiałów przedstawionych na Międzynarodowej Konferencji Reparacyjnej w Paryżu w roku 1946, straty rzeczowe w Polsce wyniosły odpowiednio 16,9 mld dolarów, w Jugosławii – 9,1 mld dolarów. 2/5 dóbr kulturalnych Polski zostało całkowicie zniszczonych. Pod naciskiem mocarstw Polska musiała również odstąpić Związkowi Radzieckiemu 48% swojego terytorium, tracąc na wschodzie około 178 000 km².
Większość powstałych strat była skutkiem okupacji niemieckiej, za drugą część strat odpowiedzialne było ZSRR.
Artykuł dotyczy jedynie strat materialnych. Straty osobowe Polski w czasie II wojny światowej opisane są w osobnym artykule.

## Straty materialne Polski pod okupacją niemiecką
Straty odniesione przez Polskę podczas okupacji niemieckiej możemy podzielić na kilka rodzajów:
- Straty wynikające z działań wojennych i dokonanych przez nie zniszczeń,
- Straty wynikające z rabunków i konfiskaty majątku ruchomego przez okupanta,
- Straty wynikające z rabunkowej eksploatacji gospodarczej kraju oraz niewolniczej pracy ludności.

Powojenne szacunki Biura Odszkodowań Wojennych przy Prezydium Rady Ministrów z 1947 (Sprawozdanie Biura Odszkodowań Wojennych w przedmiocie strat i szkód wojennych Polski 1939–1945), wskazywały ogromne straty polskie w ludziach, majątku narodowym i dorobku kulturowym:
- Straty majątku narodowego – 38% stanu sprzed 1939 (największych zniszczeń okupant dokonał w ośrodkach przemysłowych i centrach wielkomiejskich).
- Zniszczenia materialne mienia nieruchomego – budynki mieszkalne (162 190), zagrody wiejskie (353 876), fabryki i kompleksy fabryczne (14 000), sklepy prywatne i państwowe (199 751), warsztaty rzemieślnicze (84 436), 968 223 gospodarstw domowych[2].
- Zniszczenie centrów wielkomiejskich i miast – straty wojenne Warszawy – 85% substancji miejskiej, 90% przemysłu, 72% zabudowy mieszkalnej, 90% dóbr kultury narodowej i zabytków, 700 000 ofiar śmiertelnych (co stanowiło łączne straty wojenne w ludziach Wielkiej Brytanii i USA). Całkowite zniszczenie i ograbienie getta warszawskiego w 1943, 95% strat, Jasło (97%), oraz zniszczenie portu w Gdyni.
- Rabunek dóbr kulturalnych Polski – ogółem 43%. Zniszczono 25 muzeów, 35 teatrów, 665 kin, 323 domów ludowych. Straty wskutek nieodwracalnego zniszczenia zbiorów muzealnych, archiwalnych i bibliotecznych – niemożliwe do precyzyjnego oszacowania, straty samych zbiorów bibliotecznych wyniosły ok. 66%. Zniszczono nieodwracalnie 22 miliony książek, Ogółem, okupant niemiecki dokonał w okupowanej Polsce rabunku ok. 516 000[3] pojedynczych dzieł sztuki, o wartości szacunkowej 11,14 miliarda dolarów (według kursu z 2001)[4]. W wyniku powojennej rewindykacji udało się odzyskać jedynie niewielki procent utraconych zbiorów zabytkowych, dzieł sztuki i eksponatów[5].
- Straty w szkolnictwie polskim – zniszczono 17 szkół wyższych, 271 szkół średnich, 4880 szkół powszechnych, i 768 szkół innych. Dodatkowo zniszczenie instytutów badawczych, towarzystw naukowych, i fundacji różnego typu.
- Straty służby zdrowia (majątek szpitali, infrastruktura, budynki) – 55% stanu sprzed 1939. Zniszczono 352 szpitali, 29 sanatoria przeciwgruźlicze, 24 zdrojowe zakłady lecznicze, 47 zakładów ubezpieczalni społecznych, 778 ośrodków zdrowia i ambulatoriów, 1450 gabinetów lekarskich i dentystycznych[2].
- Straty w przemyśle (zarówno celowe niszczenie, jak i grabież maszyn i urządzeń) – 64,5% przemysł chemiczny, 64,3% poligraficzny, 59,7% elektrotechniczny, 55,4% odzieżowy, 53,1% spożywczy, 48% metalowy.
- Straty w leśnictwie w wyniku rabunkowej gospodarki – wycięcie 75 mln metrów sześciennych grubizny, co odpowiada 400 000 hektarów lasu. Straty w gospodarce rolnej i hodowlanej – 1908 tys. koni, 3905 tys. bydła rogatego, 4988 tys. trzody chlewnej, 755 tys. owiec[2].
- Zniszczenie w ponad 50% infrastruktury kolejowej, drogowej, transportu lotniczego i morskiego, infrastruktury telekomunikacyjnej (zniszczono 13 stacji radiofonicznych, 7 stacji radiotelegraficznych, skonfiskowano 867 000 odbiorników radiowych[2]). Zagrabiono lub zniszczono 2465 lokomotyw, 6250 wagonów kolejowych, 83 636 wagonów towarowych, 25 statków pełnomorskich i 39 statków przybrzeżnych portowych. Zniszczono 5948 km torów kolejowych, 47 767 metrów bieżących mostów kolejowych i wiaduktów, 14 900 km dróg o twardej nawierzchni, 15 500 metrów bieżących mostów drogowych[2].

Biuro Odszkodowań Wojennych przy Prezydium Rady Ministrów oszacowało po zakończonej II wojnie światowej, wartość strat wojennych Polski powstałych w wyniku okupacji niemieckiej z lat 1939–1945.
Łączną wartość poniesionych strat określono na kwotę 258 miliardów złotych przedwojennych, co stanowiło równowartość ok. 50 miliardów dolarów amerykańskich (w 1939 roku). Powyższe straty, po przeliczeniu na wartość z roku 2004, wynoszą ok. 650-700 miliardów dolarów amerykańskich. W tym straty wojenne samej stolicy Polski, Warszawy, wynoszą równowartość 45 miliardów dolarów.
Po zlikwidowaniu w 1947 Biura Odszkodowań Wojennych do danych zebranych przez Biuro powróciła w latach 1949–1951 Komisja przy Ministerstwie Finansów, która została powołana w celu ostatecznego określenia rozmiaru polskich strat wojennych.

### Weryfikacja materialnych strat wojennych po upadku komunizmu
Po roku 1990 podjęto kilka inicjatyw mających na celu pełne i wiarygodne ustalenie strat Polski w okresie II wojny światowej. W 1990 r. wyliczono, że straty wojenne poniosło ponad 13 mln obywateli polskich w wyniku czego poszkodowanym oraz ich spadkobiercom należałoby się 285 mld dolarów odszkodowań. 

## Zabór mienia i konfiskaty majątków polskich

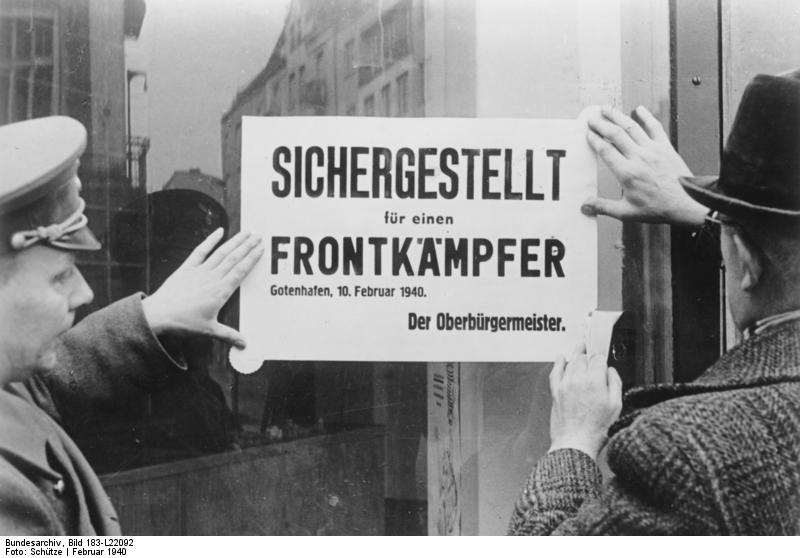
Rabunek mienia wysiedlonych Polaków. Obwieszczenie niemieckiego nadburmistrza Gdyni na sklepie wysiedlonych polskich właścicieli o „zabezpieczeniu dla żołnierza na froncie”. Gdynia, 10 lutego 1940

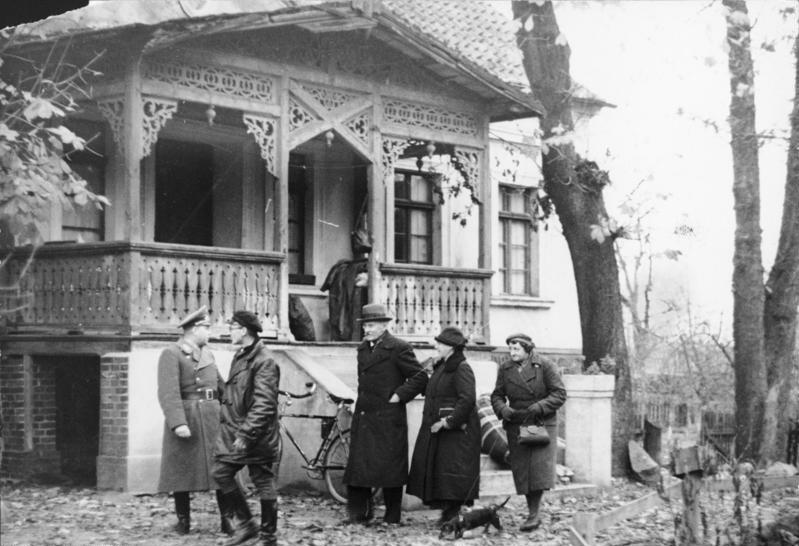
Przesiedleni w ramach akcji Heim ins Reich Niemcy bałtyccy otrzymują nowe domy w Kraju Warty po Polakach wysiedlonych z Wielkopolski.

Z chwilą wybuchu II wojny światowej rozpoczęły się aresztowania członków Związku Polaków w Niemczech. Na podstawie Rozporządzenia Rady Ministrów dla obrony III Rzeszy z dnia 27 lutego 1940 r. związek został zdelegalizowany, a jego majątek skonfiskowany. Część działaczy rozstrzelano, a ok. 1200 członków uwięziono w obozach koncentracyjnych. Całkowitą liczbę prześladowanych szacuje się na co najmniej 2000 osób. Straty materialne poniesione przez polską mniejszość narodową w Niemczech, spowodowane konfiskatą majątku wyceniane są na co najmniej 8,45 miliona reichsmarek. Zarekwirowano również wszystkie środki zdeponowane w polskich instytucjach finansowych działających na terenie Niemiec jak Bank Robotników oraz Bank Słowiański. Kapitał zakładowy tej drugiej instytucji wynosił w momencie założenia 150 000 marek a 16 grudnia 1937 podniesiono go do sumy pół miliona reichsmarek. Jego obroty na rok przed wybuchem wojny wynosiły 30 426 000 marek.
Po dokonaniu aneksji polskiego terytorium w 1939 roku niemieckie okupacyjne władze wcieliły część zachodnich ziem II RP bezpośrednio w granice III Rzeszy. Obywatele polscy zamieszkali na tych terenach poddani zostali eksterminacji oraz wysiedleniom, a część z nich zmuszono do podpisania volklisty. Rozpoczęto masowe wysiedlenia Polaków z Pomorza, Wielkopolski, Śląska połączone z rabunkiem oraz konfiskatą majątku należącego do polskiego państwa oraz prywatnej własności obywateli polskich .
Jednym z pierwszych prawnych dokumentów dotyczących konfiskaty majątków polskich na terenach wysiedleńczych było wydane już 27 września 1939, a później uzupełniane „Rozporządzenie o konfiskacie polskiej własności w Prusach zachodnich”, w którym czytamy: „Aktywa państwa polskiego, instytucji państwowych, walory przyrodnicze oraz aktywa osób fizycznych i prawnych mogą być zatrzymane i skonfiskowane” . Przepisy te spowodowały masowe przejmowanie własności polskiej – państwowej przez niemieckie państwo, a prywatnej przez osoby fizyczne narodowości niemieckiej.
Niemieckie dowództwo wojskowe, a później Główny Urząd Powierniczy do przejmowania prywatnych przedsiębiorstw oraz firm powoływały tzw. powierników. Z danych Głównego Urzędu Powierniczego wynika przykładowo, że na terenie Gdańsk-Prusy Zachodnie powiernictwem objęto 774 przedsiębiorstwa jak drogerie, hotele, spółdzielnie, drukarnie czy cegielnie.

## Eksploatacja polskiej gospodarki

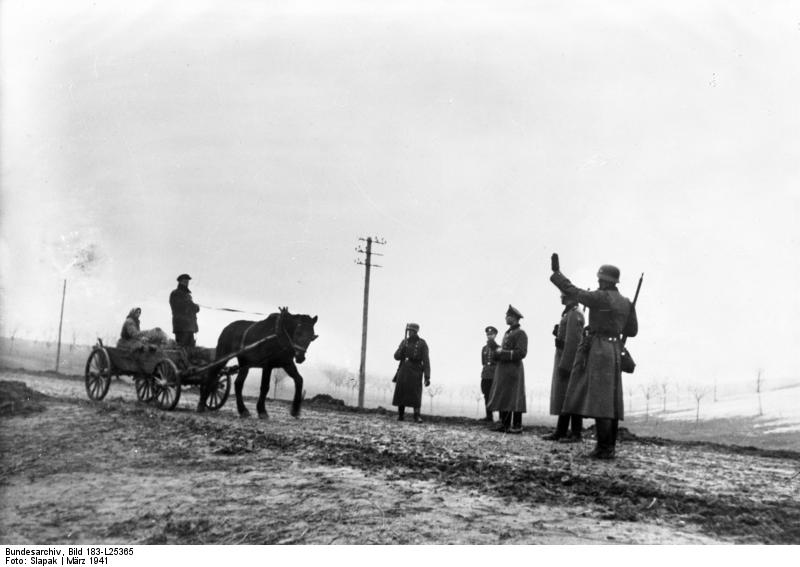
Kontrola chłopskiego zaprzęgu przez patrol niemiecki w dystrykcie lubelskim. Policyjna akcja mająca na celu przeciwdziałanie nielegalnemu ubojowi zwierząt.

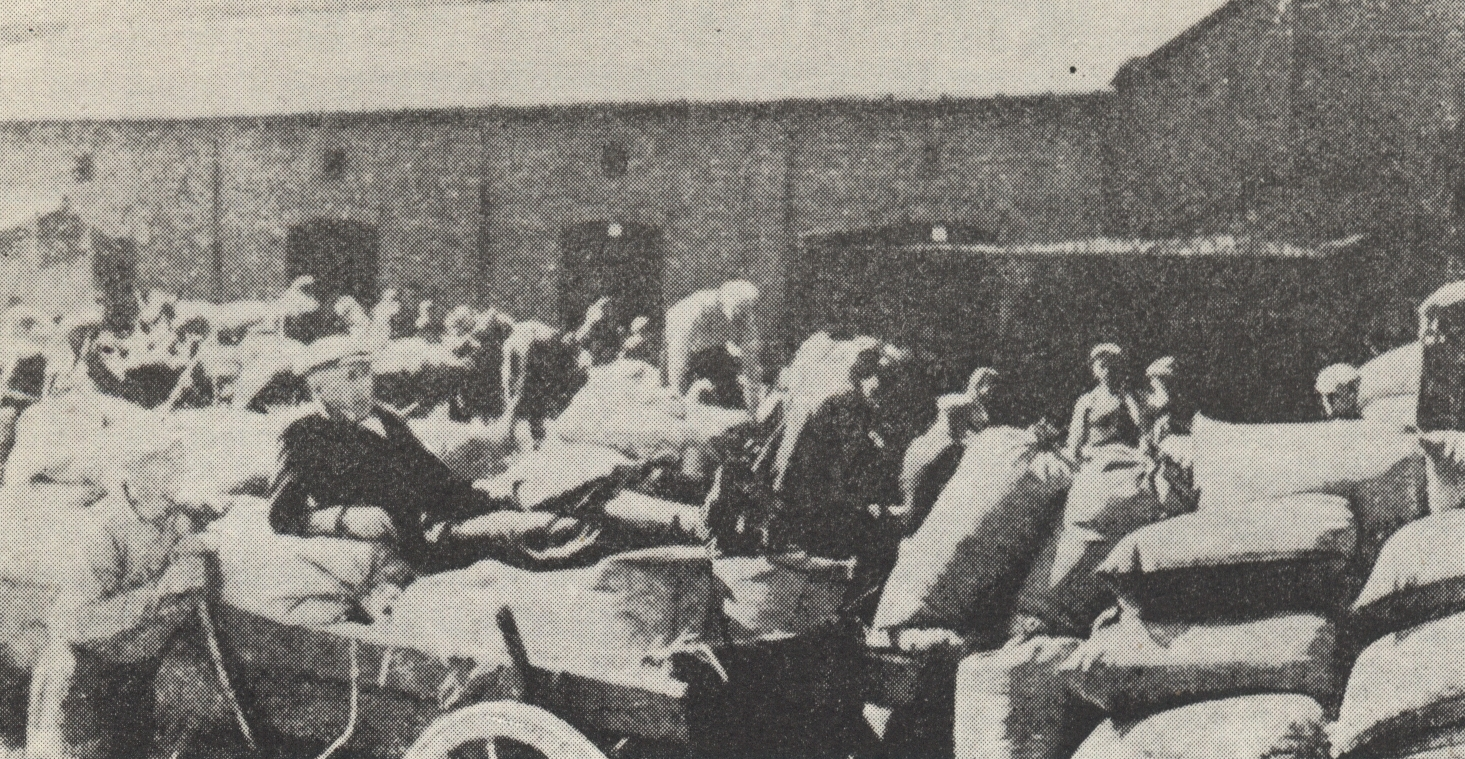
Ściąganie przymusowych kontyngentów w Okręgu Białystok.

### Kontyngenty
Niemcy przez cały okres okupacji w latach 1939–1944 pobierali od polskich rolników narzucone przymusowe kontyngenty. W latach 1940–1941 z Generalnego Gubernatorstwa wywieziono do III Rzeszy bez rekompensaty finansowej: 40 000 ton zboża, w 1942–1943 aż 633 470 ton, a pomiędzy 1942–1943 571 000  ton. W okresie 1940 do 1944 podobnie kształtowały się narzucone kontyngentami ilości wywiezionego bydła (7 510 ton w stosunku do 53 768 ton), cukru (4 500 ton w stosunku do 27 546 ton), kartofli (121 000 ton i 387 741 ton na koniec 1944) oraz tłuszczów (800 ton i 1355 ton w 1944) .
| Rok     | Zboża tys. ton | Ziemniaki tys. ton | Buraki tys. ton | Mleko mln litrów | Jaja mln sztuk | Mięso tys. ton |
| ------- | -------------- | ------------------ | --------------- | ---------------- | -------------- | -------------- |
| 1940/41 | 1000           | 552                | 647             | 85               | 590            | 43             |
| 1941/42 | 1070           | 808                | 580             | 131              | 359            | 70             |
| 1942/43 | 1400           | 1590               | 807             | 210              | 270            | 110            |
| 1943/44 | 1600           | 1612               | 847             | 272              |                | 85             |
| 1944/45 | 1700           |                    |                 |                  |                |                |

## Zniszczenia miast
Po roku 1990 wiele samorządów polskich miast podjęło próby oszacowania strat materialnych wynikających z II wojny światowej. Podjęto je m.in. w Warszawie, Łodzi, Poznaniu, Lublinie i Jaśle na Podkarpaciu.

### Warszawa

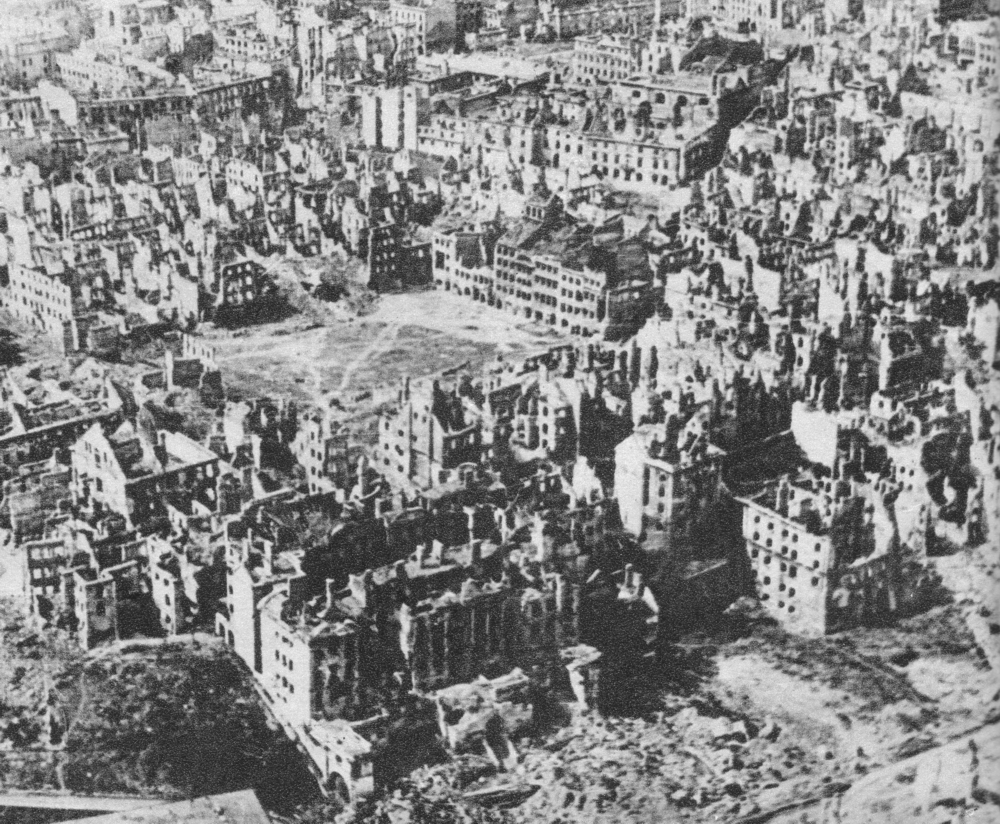
Warszawa w styczniu 1945

Jedne z największych zniszczeń wśród polskich miast odniosła stolica Polski Warszawa. Suma zniszczeń powstałych w wyniku oblężenia miasta we wrześniu 1939 roku, zagłady warszawskiego getta, powstania warszawskiego powstałych w sierpniu i wrześniu 1944, wyburzenia budynków przez Niemców w okresie popowstaniowym wyniosła 84% zabudowy lewobrzeżnej Warszawy. Jeśli przyjąć szacunek dla całego miasta z Pragą włącznie, to wynosił on 65%.
W ujęciu szczegółowym stan zniszczeń przedstawiał się następująco: mosty – 100%; kubatura budynków przemysłowych – 90%; budynki zabytkowe (w tym kościoły) – 90%; kubatura obiektów kultury – 95%; kubatura obiektów służby zdrowia – 90%; kubatura obiektów szkolnictwa – 70%; izby mieszkalne – 72,1%. Zniszczeniu uległo także 50% budynków i urządzeń elektrowni; 65% długości miejskiej sieci elektrycznej; 46% łącznej wartości obiektów gazowni i sieci gazowej; 100% central telefonicznych; 70% telefonicznej sieci kablowej; 30% łącznej wartości obiektów wodociągowych; 28,5% łącznej wartości obiektów kanalizacyjnych; 30% powierzchni ulic; 85% długości sieci tramwajowej; 91% kubatury zajezdni tramwajowych i autobusowych; 75% jednostek taboru tramwajowego; 98,5% lamp ulicznych; 60% drzewostanu w parkach; 60% wartości ogrodu zoologicznego; 95% urządzeń węzła kolejowego w granicach miasta; 100% dworców kolejowych, 100% urządzeń i sprzętu lotnictwa pasażerskiego; 85% taboru żeglugi rzecznej. Obliczenia te nie obejmują strat mienia indywidualnego powstałych w wyniku grabieży oraz zniszczenie wraz z palonymi i burzonymi budynkami.
Autorzy sporządzonego w 2004 z inicjatywy Lecha Kaczyńskiego Raportu o stratach wojennych Warszawy oszacowali całość strat materialnych poniesionych przez miasto i jego mieszkańców podczas II wojny światowej na 18,20 miliarda przedwojennych złotych (według wartości złotówki z sierpnia 1939), czyli 45,3 miliarda dolarów (według wartości obecnej). Po skorygowaniu błędów oraz rozszerzeniu szacunków straty Warszawy wyniosły w sumie ponad 54 mld dolarów.

### Łódź
Łódź uchodziła za miasto, które zostało najmniej dotknięte zniszczeniami w okresie II wojny światowej. W roku 2006 zespół naukowców z Polskiego Towarzystwa Ekonomicznego pod kierunkiem prof. Krzysztofa Baranowskiego i prof. Andrzeja Lecha wyliczył straty wojenne Łodzi podczas II wojny światowej na 40 mld złotych.
„W wyniku tych szacunków pryska mit Łodzi jako miasta, które niewiele ucierpiało na skutek okupacji niemieckiej podczas II wojny światowej” – Wojciech Michalski, dyrektor Wydziału Strategii i Analiz UMŁ

### Poznań
Kolejnym miastem jakie policzyło swoje straty wojenne jest Poznań. W raporcie z 2006 roku mieszczą się następujące wartości zniszczeń wojennych poniesionych podczas II wojny światowej (według wartości złotówki z 1939 r.):
- Straty w budynkach użyteczności publicznej – 266 004 794 zł,
- Straty w obiektach zabytkowych – 53 292 799 zł,
- Straty w budynkach mieszkaniowych – 176 550 759 zł,
- Straty w kulturze i nauce – 118 608 430 zł,
- Straty w przemyśle – 95 508 501 zł,
- Straty w infrastrukturze miejskiej – 17 788 472 zł,
- Straty w gospodarstwach i ruchomościach domowych – 297 211 200 zł.

Przy przeliczeniu na współczesną wartość ogół strat wojennych wynosi 10 980 894 880 zł według wartości z września 2006 r.

### Inne miejscowości (przykłady)

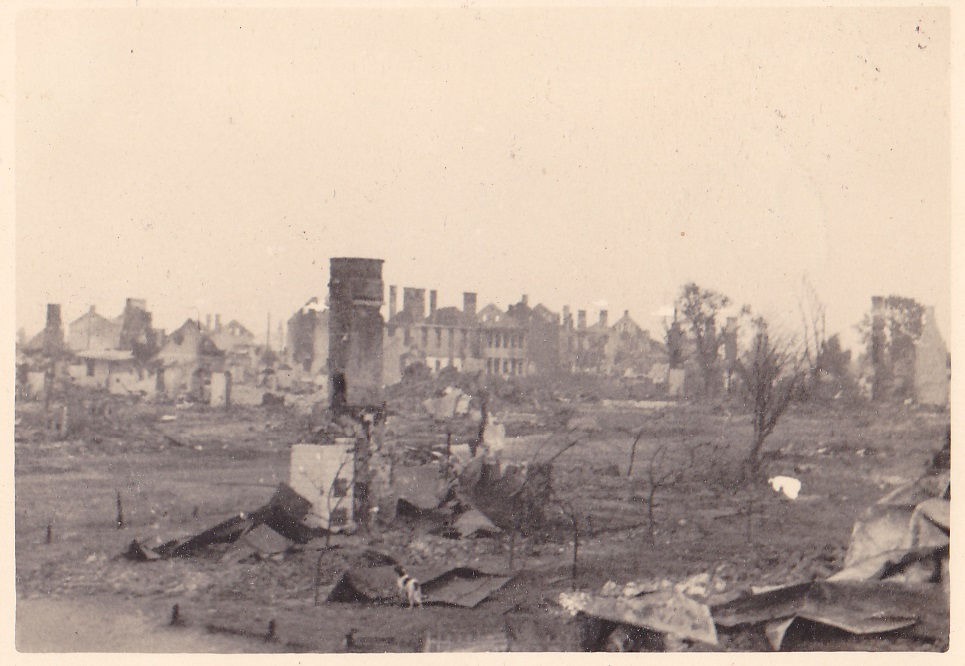
Ciechanowiec spalony przez Niemców w 1944 r., zniszczenia w zabudowaniach w 65%

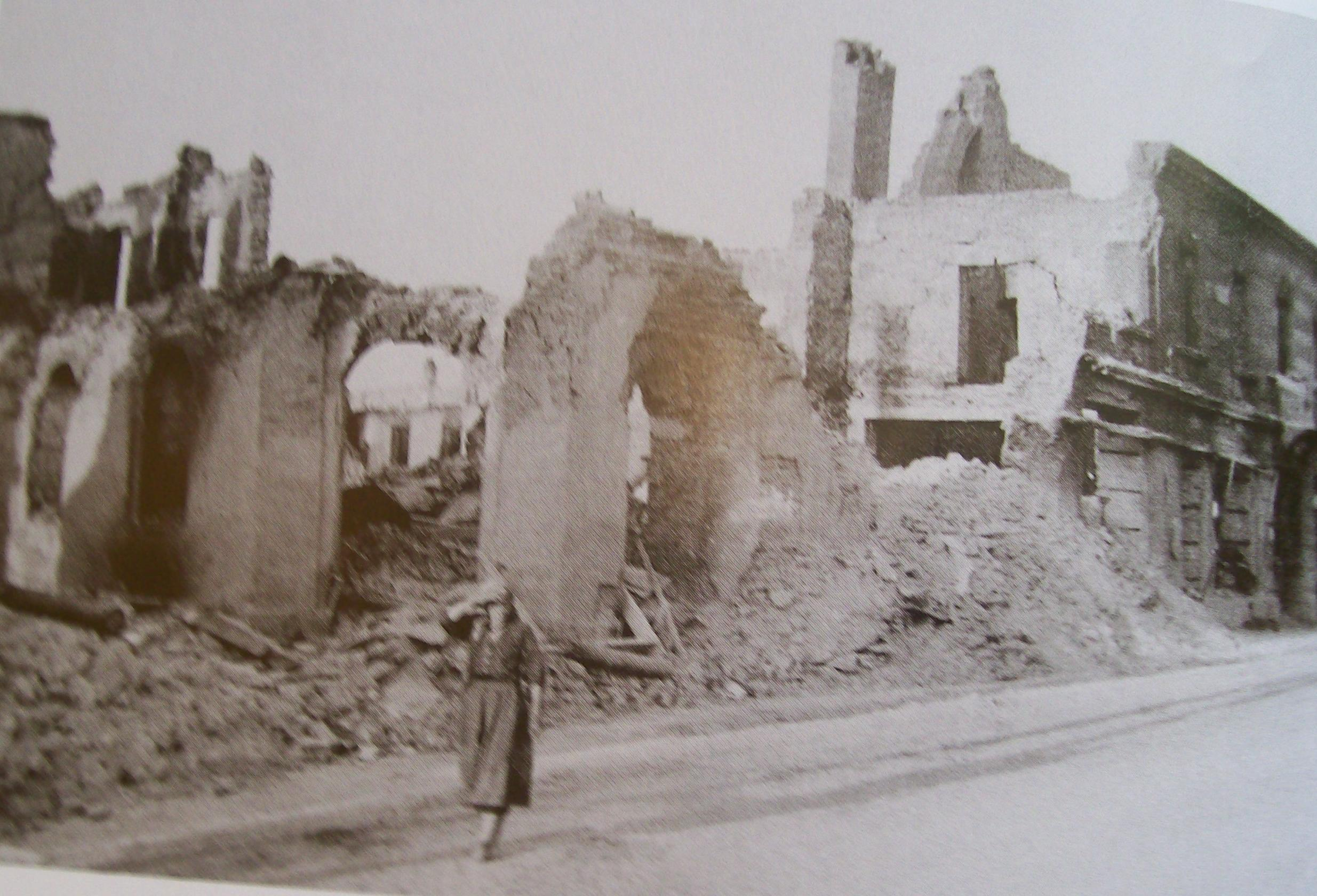
Zbombardowane centrum Wielunia w 1939 roku

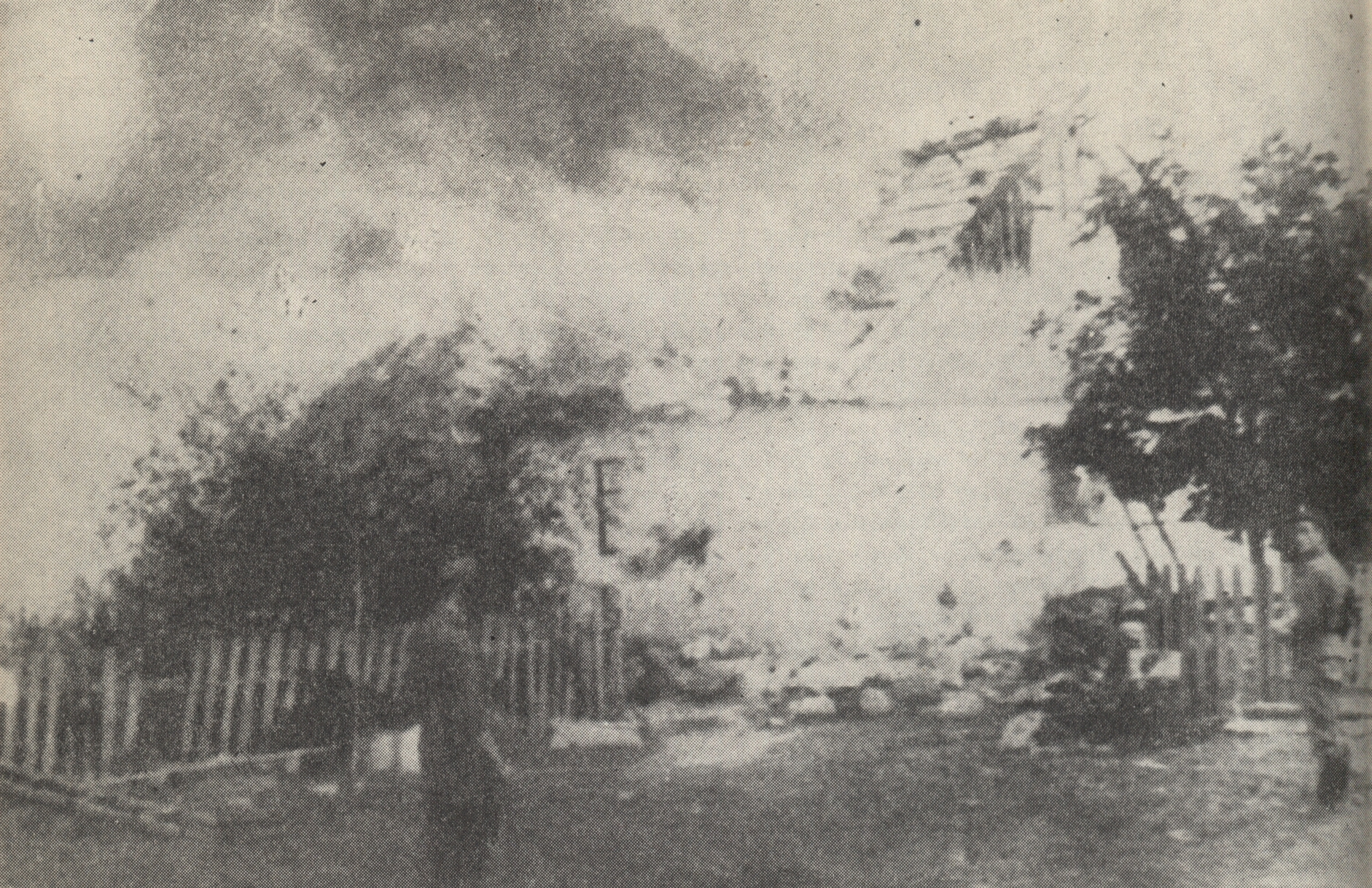
Płonąca wieś na Kielecczyźnie

- Bydgoszcz – Kościół jezuitów pw. św. Ignacego Loyoli z 1638 roku, Teatr Miejski z 1895 roku, synagoga z 1882 roku (nieodbudowane)
- Ciechanowiec – spacyfikowany przez Niemców w 1944 roku. Straty materialne w zabudowaniach 65%.
- Grudziądz – wieża Klimek z XIV wieku. Wysadzona w 1945 roku (odbudowana w 2014 roku)
- Jasło – Miasto zostało zniszczone przez Niemców w 1944 roku w 95%.
- Knyszyn – Pałac Krasińskich z XIX w. (nieodbudowany)
- Krasne – Pałac Krasińskich z 1860 roku (nieodbudowany)
- Łomża – Kościół Jezuitów św. Stanisława Kostki z lat 1621–161732. Zniszczony w 1944 roku (nieodbudowany)
- Ossolin – zamek, którego pozostałości wysadzono po 1939 roku
- Przasnysz – Kościół św. Ducha z XIV wieku. Zniszczony w 1941 roku (nieodbudowany)
- Sochaczew – Kościół dominikanów pw. św. Wawrzyńca z 1760 roku. Wyburzony w 1941 roku (nieodbudowany)
- Tarnów – kościół ss. Urszulanek z XIX wieku
- Toruń – synagoga z 1847 roku (nieodbudowana)[27]
- Nowy Wiśnicz – kościół karmelitów pw. Chrystusa Zbawiciela z lat 1622–1630. Wyburzony około 1942 roku (nieodbudowany)
- Zgierz – kościół ewangelicki z 1825 roku. Wyburzony około 1940 roku (nieodbudowany)

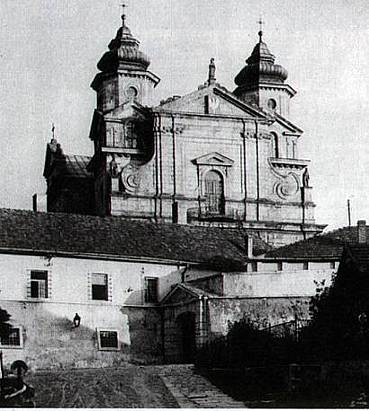
Kościół karmelitów w Nowym Wiśniczu
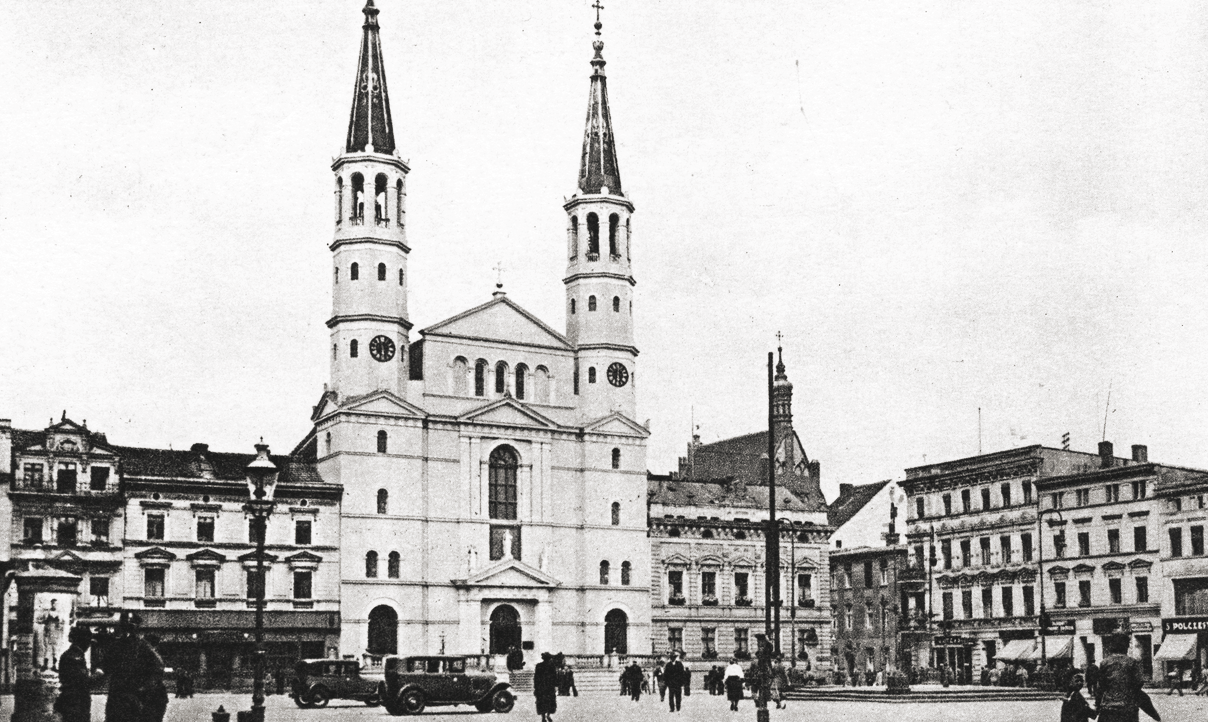
Kościół jezuitów w Bydgoszczy

### Zniszczone pomniki
Niemieccy okupanci niszczyli wszelkie ślady kultury polskiej. Dużą skalę przybrała metodyczna akcja wysadzania i demontażu pomników w okupowanej Polsce:

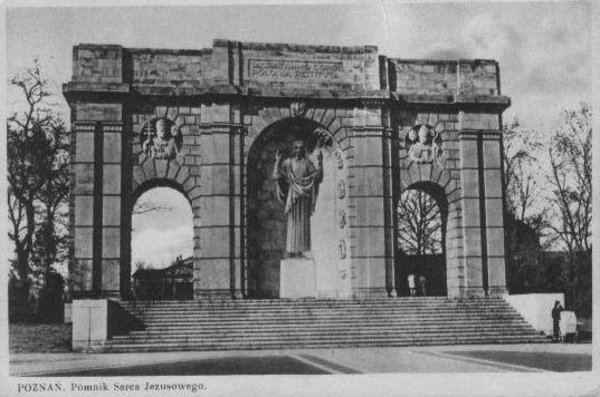
Pomnik Wdzięczności za odzyskanie przez Polskę niepodległości, zniszczony w 1939.
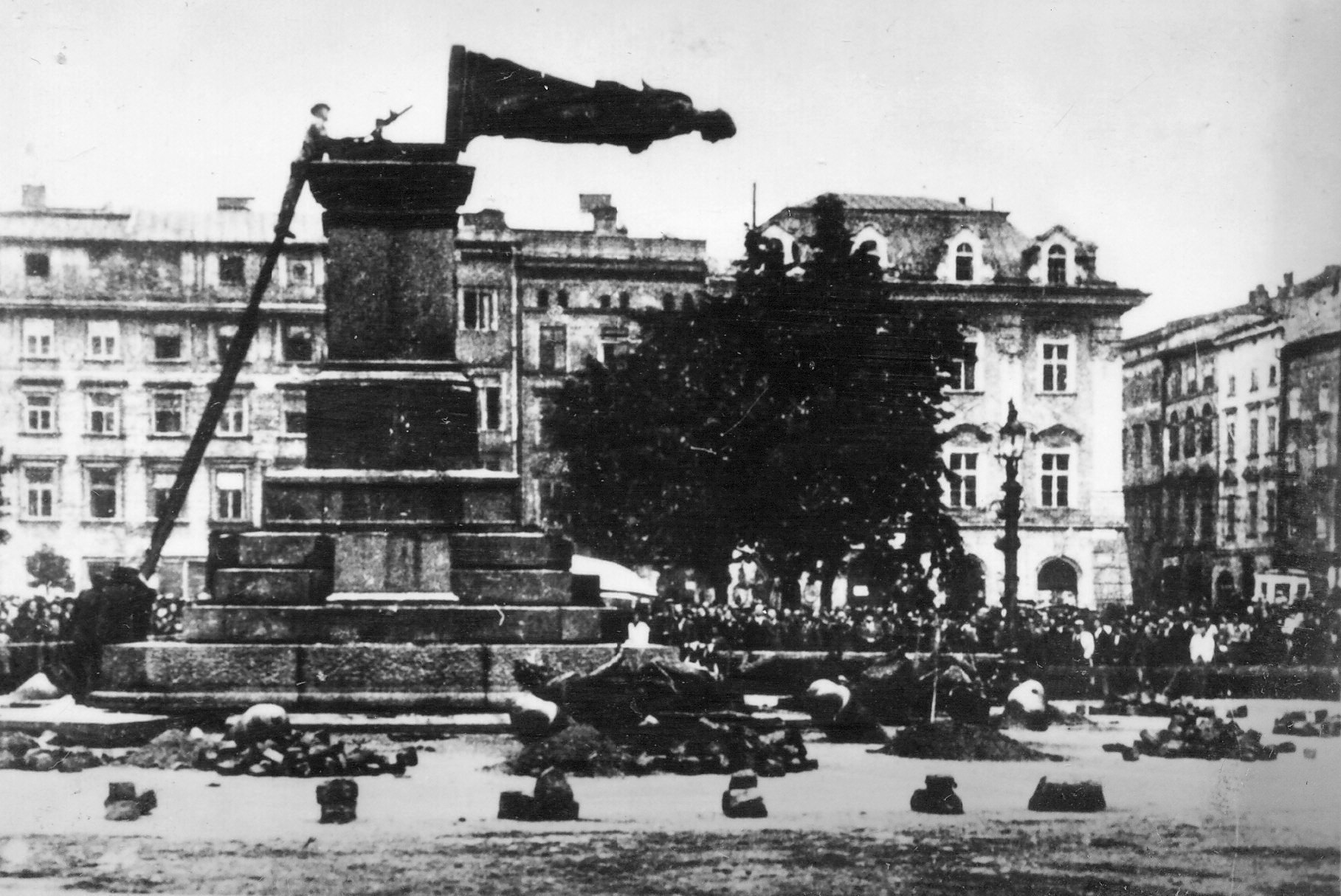
Zniszczenie pomnika Adama Mickiewicza w Krakowie 17 sierpnia 1940.
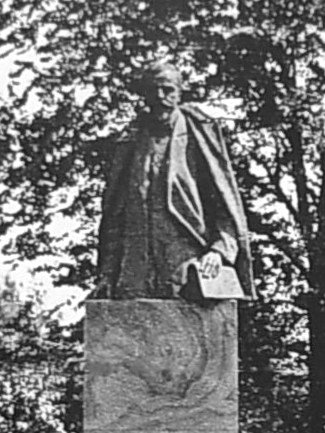
Pierwszy w Polsce pomnik Henryka Sienkiewicza w Bydgoszczy odsłonięty w 1927 i zburzony we wrześniu 1939.
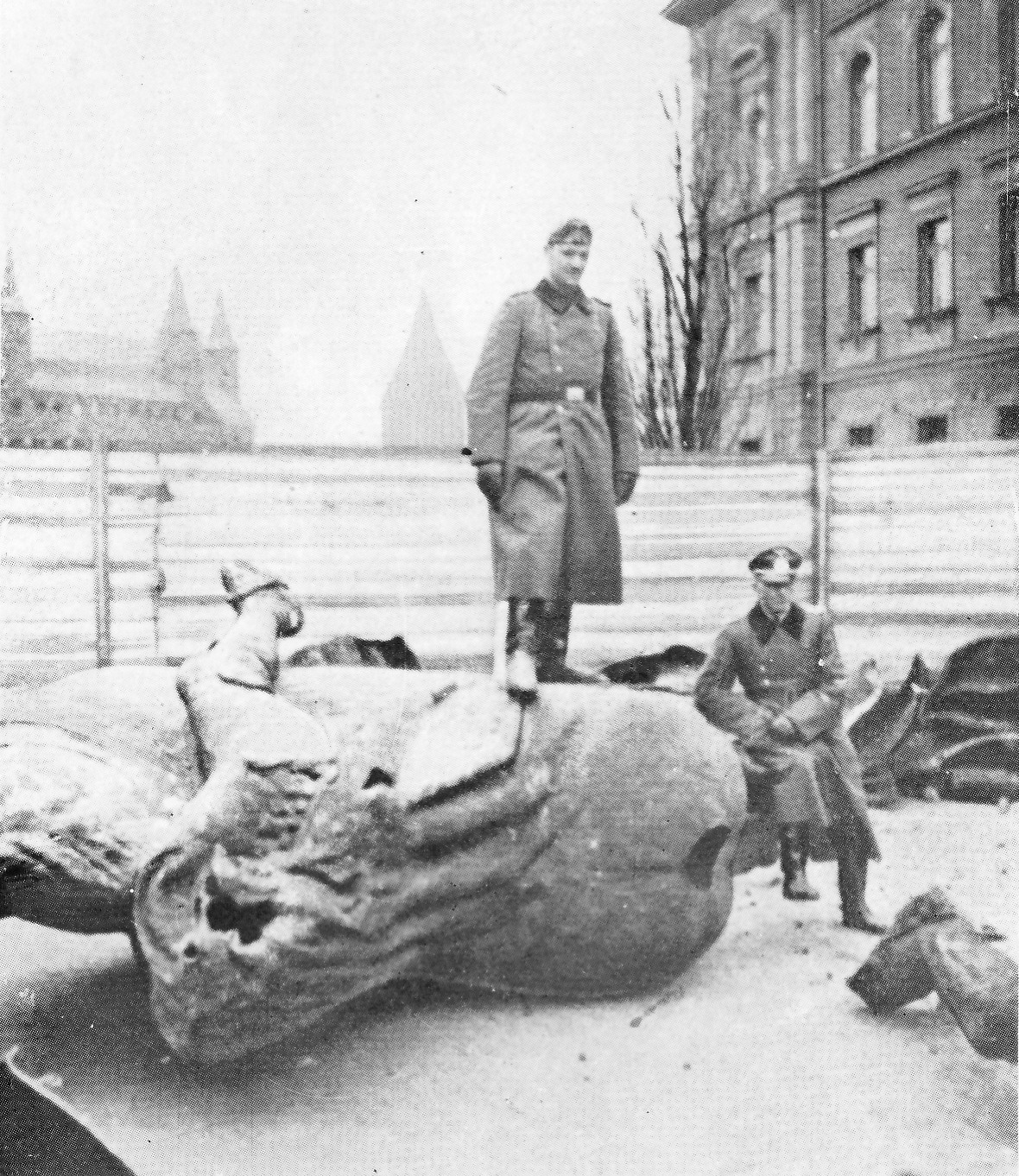
Zburzony przez Niemców pomnik Grunwaldzki w Krakowie.
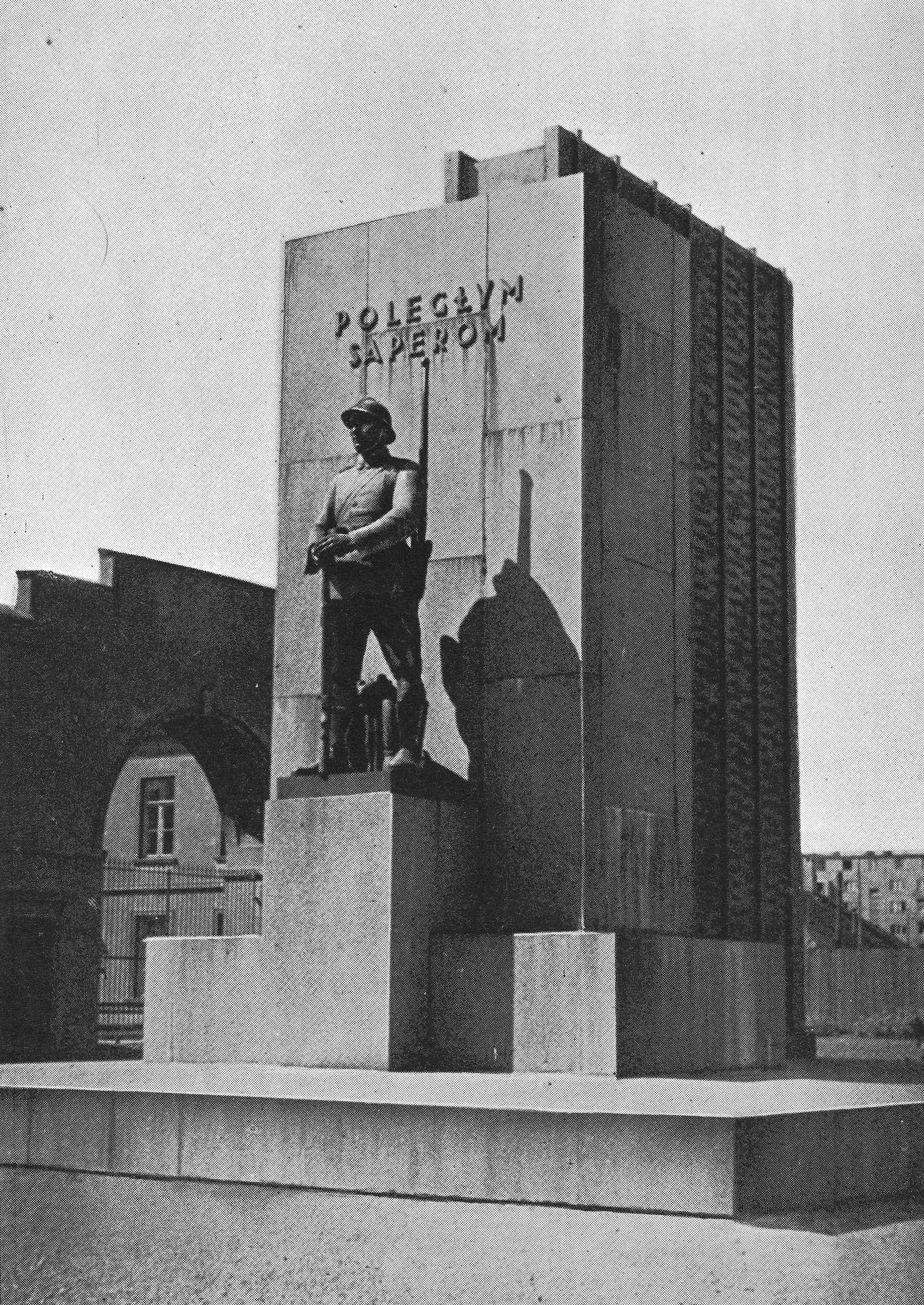
Nieistniejący Pomnik Poległym Saperom.
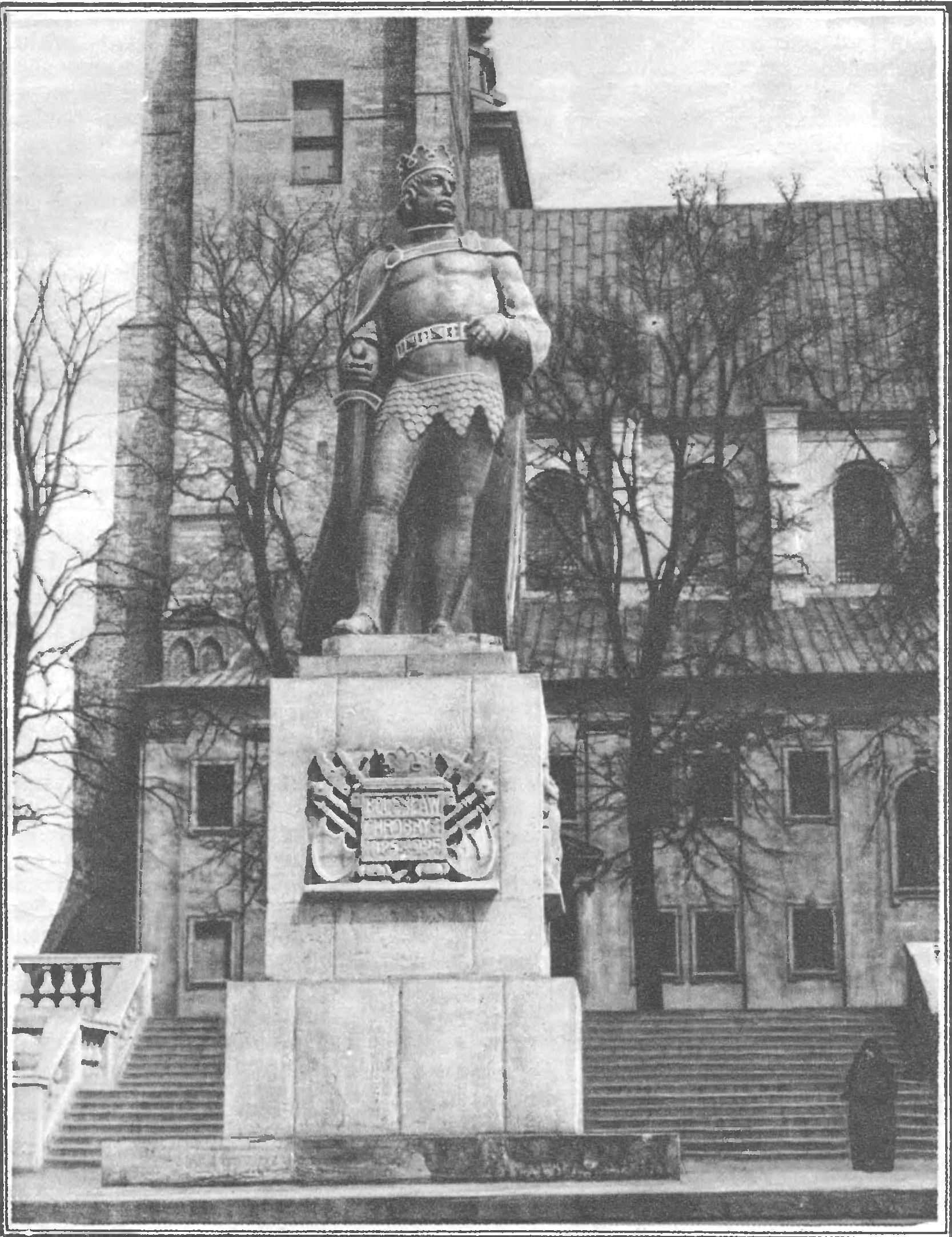
Przedwojenny Pomnik Bolesława Chrobrego w Gnieźnie, przed zniszczeniem przez Niemców.
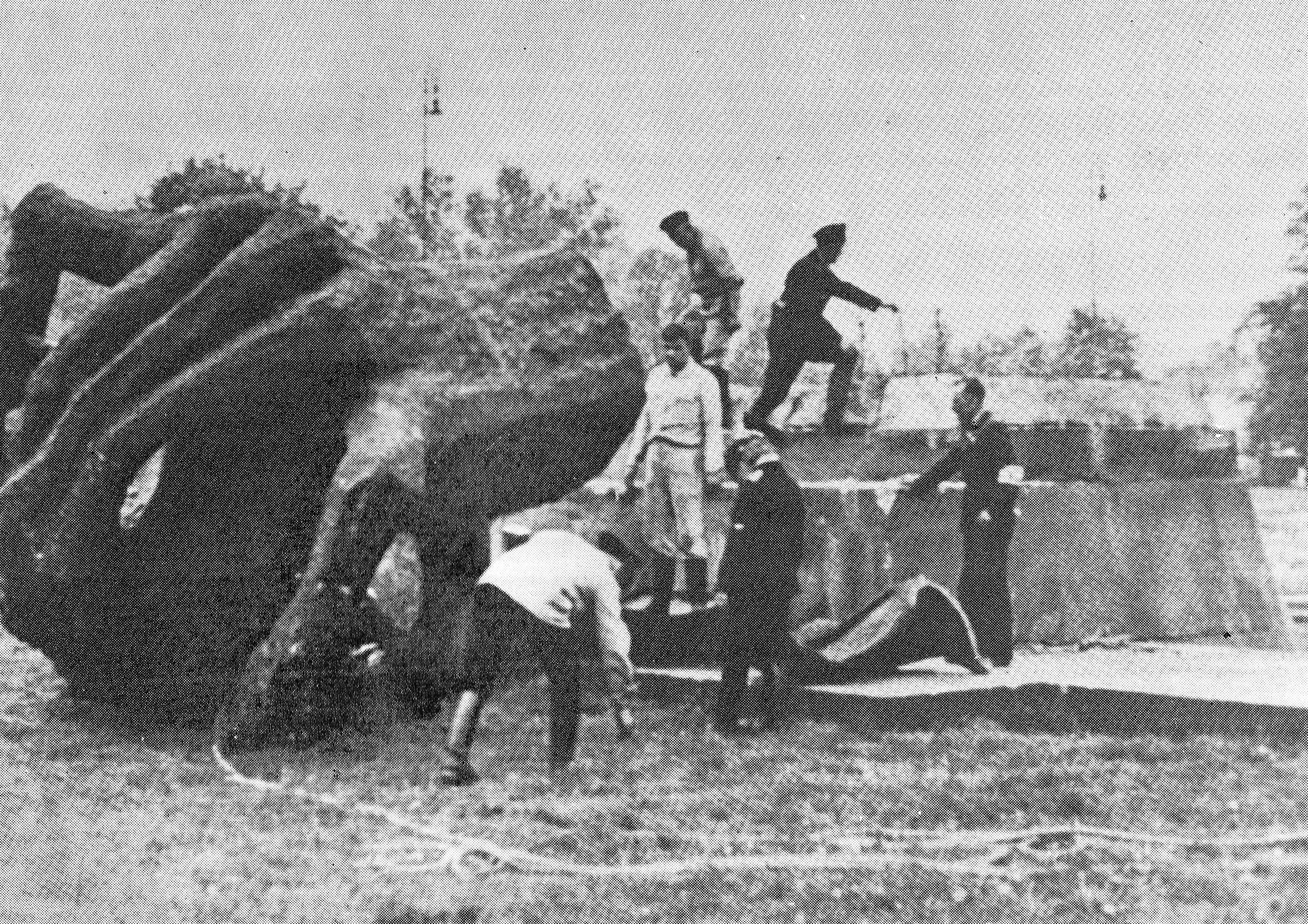
Usuwanie fragmentów wysadzonego w powietrze pomnika Fryderyka Chopina w Warszawie (1940).
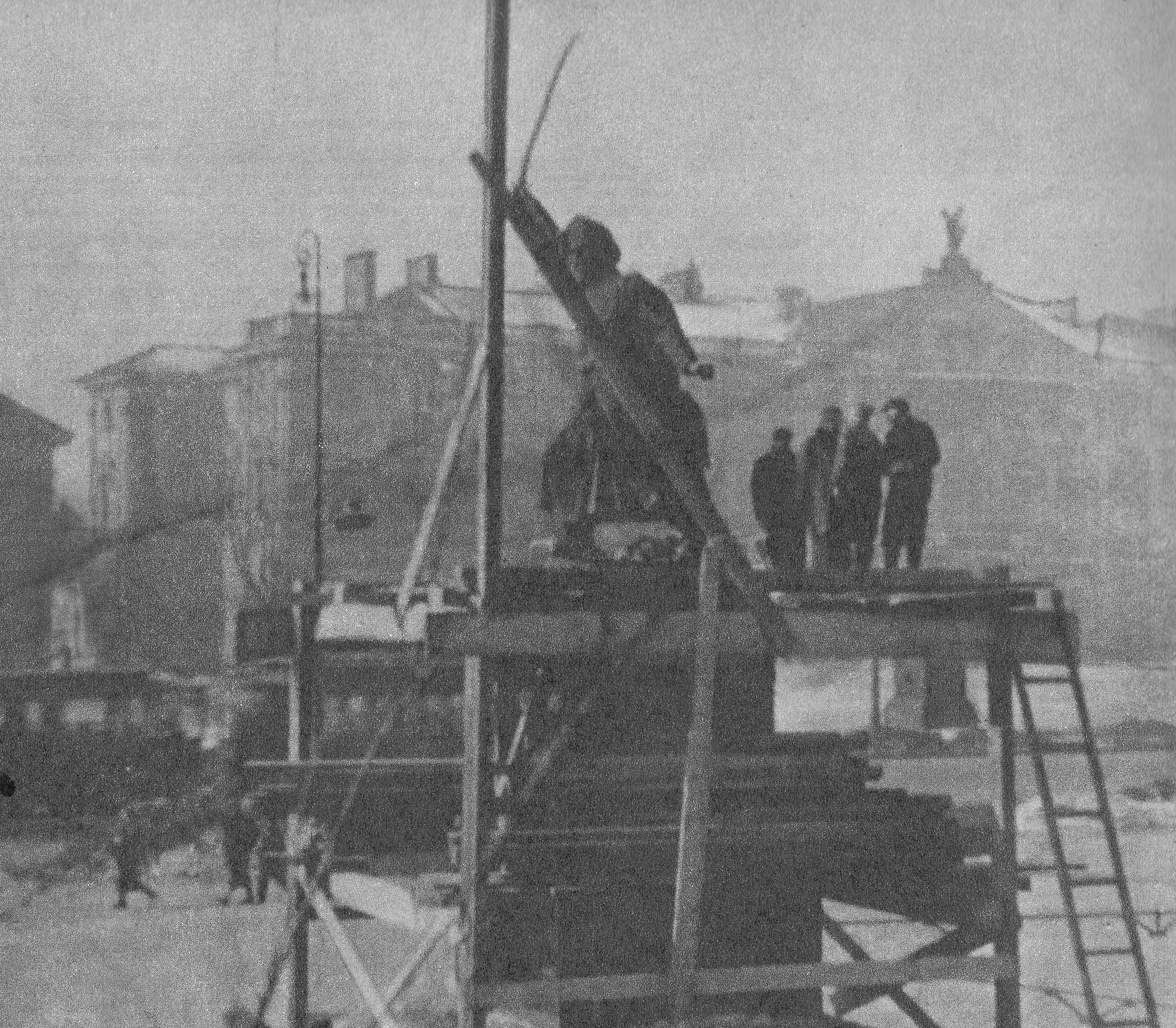
Demontaż pomnika Jana Kilińskiego w Warszawie w 1942.
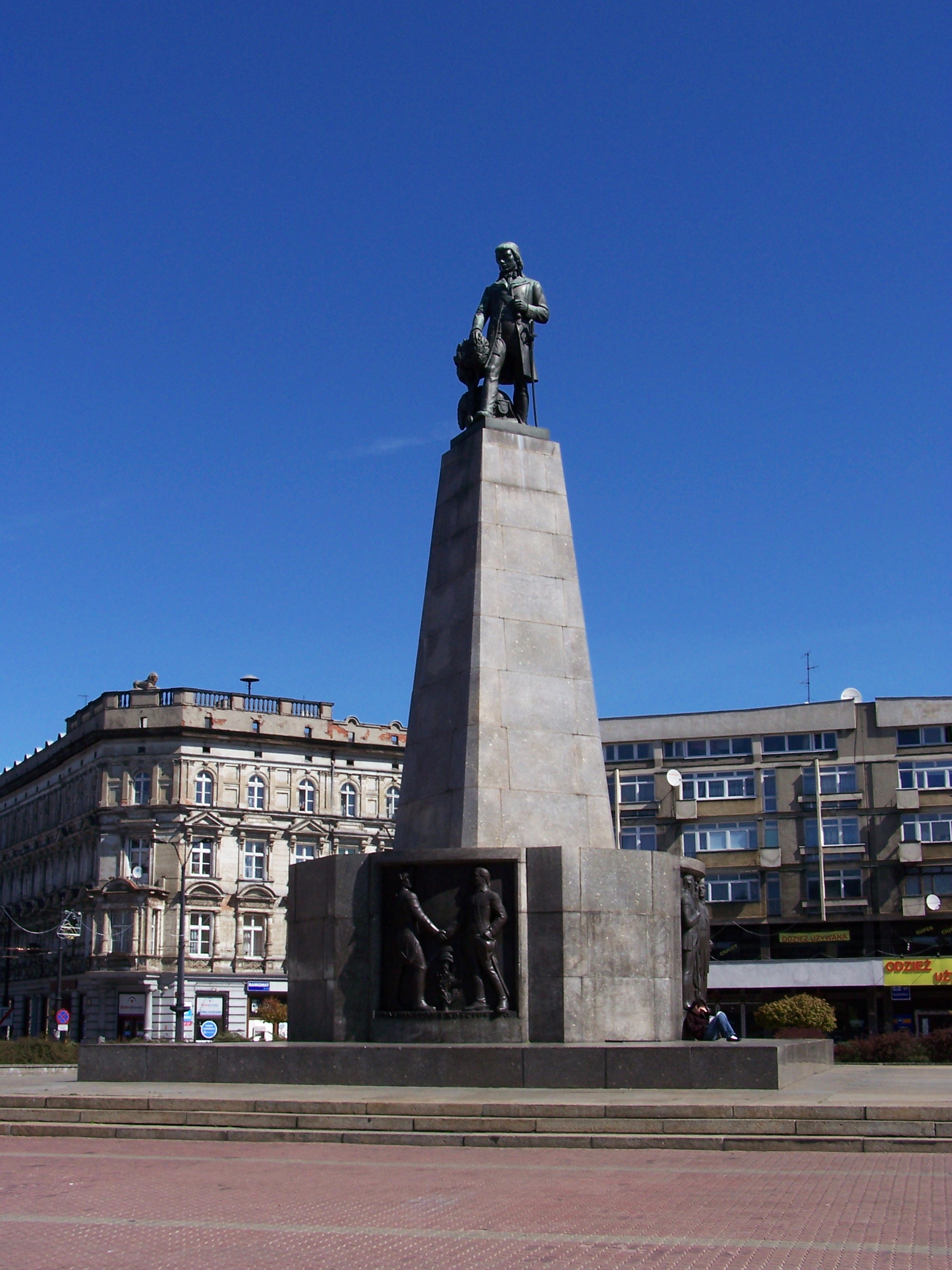
Odbudowany Pomnik Tadeusza Kościuszki w Łodzi, który zburzony został 10 listopada 1939.
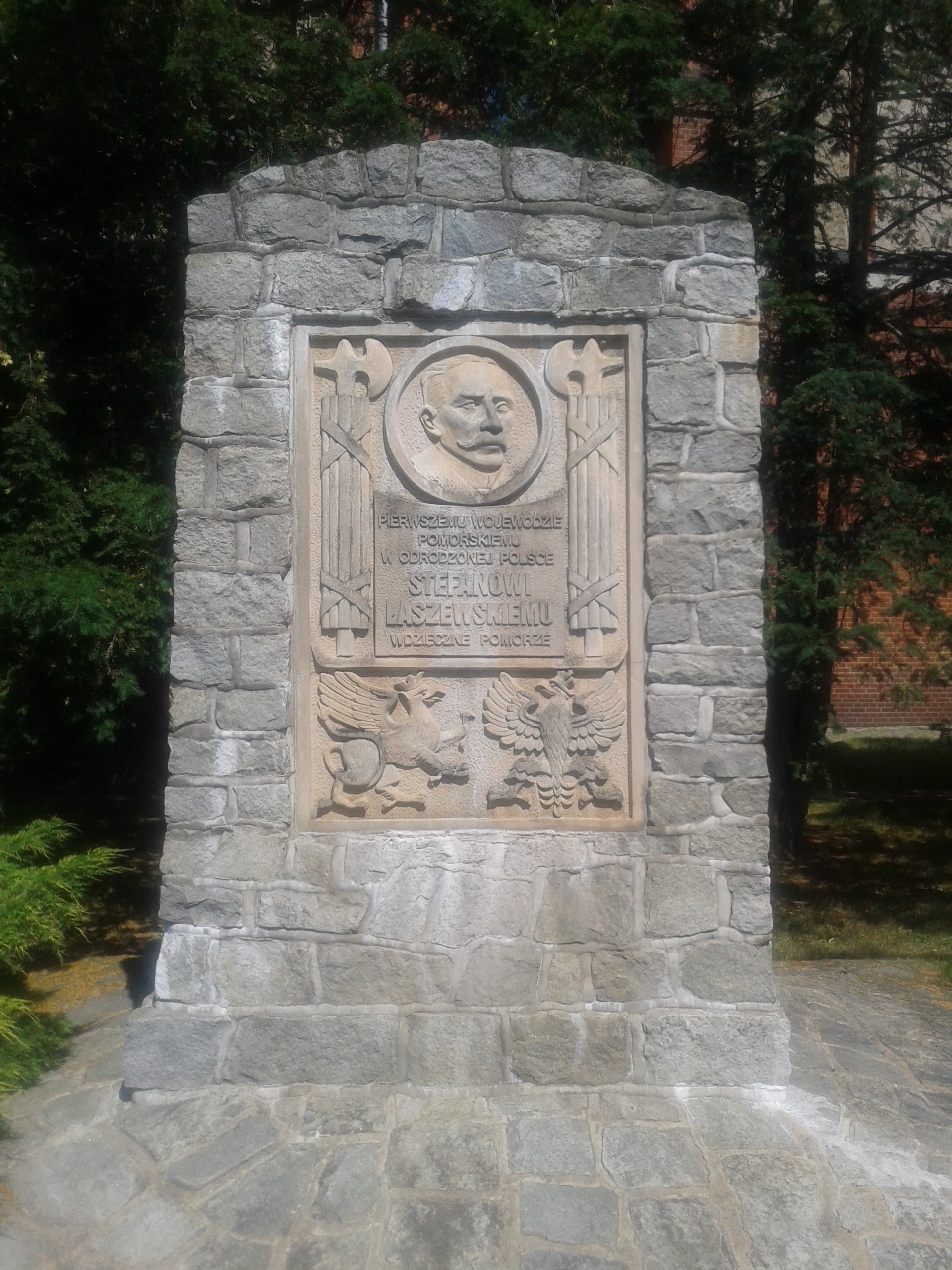
Odbudowany pomnik Stefana Łaszewskiego w Toruniu (pierwszy wojewoda pomorski II Rzeczypospolitej)
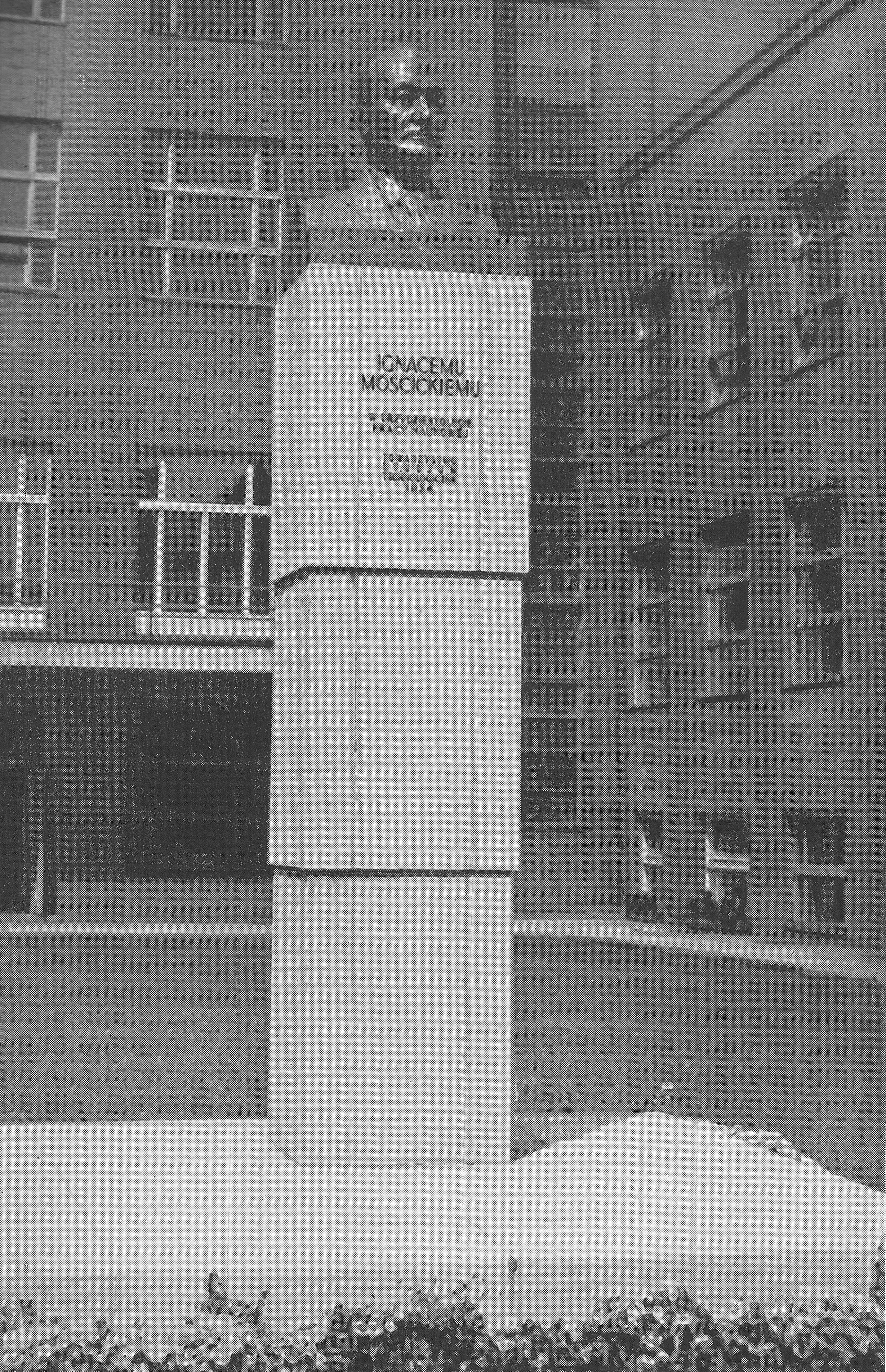
Zniszczony w 1939 Pomnik Ignacego Mościckiego w Warszawie (nieistniejący).

## Straty materialne Polski pod okupacją sowiecką
We wrześniu 1939 województwa wschodnie RP znalazły się pod okupacją ZSRR. Już podczas II wojny światowej odłączone od Polski i wcielone jako część związkowych radzieckich republik do: Ukraińskiej SRR, Białoruskiej SRR i Litewskiej SRR.
Aneksja tej części terytorium Polski została zaakceptowana podczas konferencji teherańskiej oraz jałtańskiej. W wyniku czego Polska pod naciskiem mocarstw musiała odstąpić Związkowi Radzieckiemu 48% swojego terytorium, tracąc na wschodzie około 178 000 km², uzyskując ekwiwalent na zachodzie w wysokości około 101 000 km².
Podjęte zmiany granic Polski przez Wielką Brytanię i USA w 1943 i 1945 bez pytania o zdanie rządu polskiego, były wyraźnym pogwałceniem zasad Karty Atlantyckiej.
Po wojnie nie oszacowano strat materialnych jakie państwo polskie odniosło w wyniku działalności Armii Czerwonej w latach 1939–1945.
Ze względów politycznych oraz faktycznej okupacji terytoriów znajdujących się w granicach II RP przez ZSRR kwestii tej nie uwzględnił bilans strat Polski pt. Sprawozdanie w przedmiocie strat i szkód wojennych Polski w latach 1939–1945, opracowany przez Biuro Odszkodowań Wojennych przy Prezydium Rady Ministrów.